# Rue Sainte-Hélène (Montréal)
Pour les articles homonymes, voir Rue Sainte-Hélène.
La rue Sainte-Hélène est une voie de Montréal.

## Situation et accès
Cette petite rue, d'axe nord-sud, du Vieux-Montréal relie la rue Notre-Dame à la rue Le Moyne. 

## Historique
Cette rue a été ouverte en même temps que la rue Le Moyne et la rue des Récollets, à l'intérieur du domaine des Récollets, devenu propriétés des autorités britanniques après la conquête. En 1818, le gouvernement échange l'ancien domaine des Récollets pour obtenir l'île Sainte-Hélène, possédée par la baronne de Longueuil, épouse de Charles William Grant. 
Charles William Grant procède immédiatement au lotissement du terrain, visant la démolition de tous les bâtiments, sauf l'église des Récollets, et à l'ouverture de trois nouvelles rues en 1818: la rue Le Moyne, la rue Sainte-Hélène et la rue des Récollets. En 1820, Grant cède à la Ville le terrain de ces trois rues, dont il a choisi les noms afin de rappeler les éléments de la transaction qui a mené à leur création. La rue Sainte-Hélène rappelle donc l'île Sainte-Hélène, nommée ainsi en 1611 par Samuel de Champlain en hommage à son épouse Hélène. 
Entre 1858 et 1871, la rue Sainte-Hélène connaît un essor considérable et une dizaine de magasins-entrepôts y sont construits pendant une très brève période. 
En 1998, grâce à un partenarait avec la firme Gaz Métro, la Ville de Montréal installe 22 lanternes au gaz sur la rue Sainte-Hélène, hommage discret à un mode d'éclairage passé. Seule rue de Montréal ainsi éclairée, elle est devenue un emplacement de choix pour le tournage de films. Elle demeure à ce jour un exemple remarquable d'homogénéité architecturale dans le Vieux-Montréal.

## Source
- Ville de Montréal, Les rues de Montréal. Répertoire historique, Édition Méridien, Montréal, 1995, p. 427-428